# Магарец (остров)
Остров Магарец се намира в една от Влажните зони в България и е част от „Комплекс Беленски острови“, определен като зона с международно значение.
На остров Магарец са погребвани мъртвите лагеристи от концентрационния лагер на по-големия остров Белене. Хората са умирали от побоищата, продължително гладуване или някои са застреляни, особено пък тези, на които някои от охраната му „имат зъб“. От лагерната управа милиционера Китов бил много лош, както и старшина Велико. Имало и един Атанас, който „беше чудесен човек, ще получи от булката колет, например ошав, ще го разпредели на шепи: на ти на тебе, на ти на тебе, то нали и вие сте хора. И такива ги имаше…“.
Някои от причините за високата смъртност сред лагерниците се явяват влажният въздух, поголовния глад, комарите, разнасящи някои от болестите и убийствата, извършвани от лагерната охрана. Труповете на мъртвите са откарвани на съседните на Персин острови Магарец и Щурчето, където са заравяни плитко на брега на Дунав, за да може след това да бъдат изравяни и изяждани от прасетата и другите животни. Погребенията са правени на това място, като каруцарят, докарващ телата давал указания имената на по-значимите лагеристи да бъдат изписвани върху подобието на ковчег с блажна боя. На простите и незначителни хора имената били изписвани с постни бои и лесно се зличавали. Умрелите били заравяни без дрехи, в направен от върбови клони ковчег.
През 1990 г. се извършват разкопки, за да бъдат открити останки от затворниците. Свидетелят по тях е объркал островите и вместо на Предела, те правят разкопките на съседния до него Магарец. Островите по реката се движат. Водата отнася част от терена на северния бряг и ги натрупва на южния. Там където труповете са полагани, всичко е отнесено от Дунава. При тези изследвания не могат да бъдат намерени никакви кости.